# RSG1
RSG1 (англ. REM2 and RAB like small GTPase 1) – білок, який кодується однойменним геном, розташованим у людей на 1-й хромосомі. Довжина поліпептидного ланцюга білка становить 258 амінокислот, а молекулярна маса — 28 498.
| 10         |  | 20         |  | 30         |  | 40         |  | 50         |
| ---------- |  | ---------- |  | ---------- |  | ---------- |  | ---------- |
| MARPPVPGSV |  | VVPNWHESAE |  | GKEYLACILR |  | KNRRRVFGLL |  | ERPVLLPPVS |
| IDTASYKIFV |  | SGKSGVGKTA |  | LVAKLAGLEV |  | PVVHHETTGI |  | QTTVVFWPAK |
| LQASSRVVMF |  | RFEFWDCGES |  | ALKKFDHMLL |  | ACMENTDAFL |  | FLFSFTDRAS |
| FEDLPGQLAR |  | IAGEAPGVVR |  | MVIGSKFDQY |  | MHTDVPERDL |  | TAFRQAWELP |
| LLRVKSVPGR |  | RLADGRTLDG |  | RAGLADVAHI |  | LNGLAEQLWH |  | QDQVAAGLLP |
| NPPESAPE   |  |            |  |            |  |            |  |            |

A: Аланін

C: Цистеїн

D: Аспарагінова кислота

E: Глутамінова кислота

F: Фенілаланін

G: Гліцин

H: Гістидин

I: Ізолейцин

K: Лізин

L: Лейцин

M: Метіонін

N: Аспарагін

P: Пролін

Q: Глутамін

R: Аргінін

S: Серин

T: Треонін

V: Валін

W: Триптофан

Задіяний у таких біологічних процесах, як транспорт, транспорт білків, біогенез та деградація війок, екзоцитоз. 
Білок має сайт для зв'язування з нуклеотидами, ГТФ. 
Локалізований у цитоплазмі, цитоскелеті, клітинних відростках, війках.